# Искажение в восприятии сделанного выбора
В когнитивной науке искажение в восприятии сделанного выбора — тенденция задним числом приписывать положительные качества предмету или действию, которые человек выбрал. Это когнитивное искажение. Что запоминается о решении, может быть столь же важным, как и сами решения, особенно в определении того, сколько сожаления или удовлетворения испытывает человек от принятого решения. Исследования показывают, что процесс создания и вспоминания выбора дает воспоминания, которые, как правило, искажаются предсказуемым образом. Таким образом, воспоминания о возможности выбора искажены тем, что положительные аспекты, как правило, приписываются выбранному варианту, если изначально они не были частью его, и отрицательные аспекты, как правило, причисляются отвергнутым вариантам. После того, как действие было совершено, мы можем быть предвзятыми в способах, которыми мы оцениваем эффективность наших решений. Считается, это может повлиять на наше будущее принятие решений. Эти ошибки могут быть сохранены в виде воспоминаний, которые сохраняются в нашем сознательном опыте, основанном на субъективных качествах, наших предварительных знаниях и убеждениях, наших мотивах и целях и социальном контексте. Истинные и ложные воспоминания возникают по тому же механизму, потому что когда мозг обрабатывает и хранит информацию, он не может различить, откуда эти воспоминания пришли.

## Общее определение
Тенденция помнить свои решения лучше, чем они на самом деле были, когда люди, как правило, имеют тенденцию приписывать больше положительных черт тем возможностям, которые они выбрали, и отрицательных черт другим вариантам.

## Теория
Эксперименты в когнитивной науке и социальной психологии выявили широкий спектр отклонений в таких областях, как статистическое доказательство, социальная атрибуция и память.
Искажение памяти, поддерживающее выбор, как полагают, происходит во время поиска памяти и становится результатом убеждения, что «я выбрал этот вариант, поэтому он должен быть лучшим выбором.» Кроме того, возможно, что выбор — вспомогательные воспоминания и возникают, когда индивид только обращает внимание на определённую информацию при принятии решения или при поствыборном когнитивном диссонансе. Кроме того, предубеждения также могут возникнуть, потому что они тесно связаны с когнитивными операциями высокого уровня и комплексными социальными взаимодействиями.
Искажение памяти иногда бывает намеренным, потому что это может быть в наших интересах — не помнить некоторые подробности о событии или вообще забыть их.

## Обстоятельства выбора
Цель выбора, как правило, состоит в том, чтобы выбрать лучший вариант. Таким образом, сделав выбор, человек, скорее всего, будет верить, что выбранный вариант был лучше, чем отклонённые варианты. Каждый выбор имеет позитивные и негативные стороны. Процесс принятия решения в основном полагается на предыдущий опыт. Таким образом, человек будет помнить не только принятое решение, но и обоснование принятия такого решения.

### Мотивация
Мотивация может также играть роль в этом процессе, потому что, когда человек помнит тот вариант, который он выбрал как самый лучший, это должно помочь снизить сожаление по поводу его выбора. Это может представлять положительную иллюзию, что способствует благополучию.

### Случаи, которые человек не контролирует
Есть случаи, когда человек не всегда контролирует принимаемый для себя выбор. Люди часто имеют в конечном итоге варианты, которые не были выбраны ими, а были назначены другими, например, рабочие задания, назначаемые начальниками, или места отдыха, выбранные другими членами семьи. Однако, выбор, будучи назначен (случайно или нет), вызывает в памяти опыт, который, как правило, выступает за альтернативу не поступившего варианта, вследствие чего может наступать сожаление и разочарование.
- Назначенные варианты: выбор, сделанный для вас другими людьми в ваших интересах, может вызывать атрибуции памяти, которые поддерживают этот выбор[7]. Но текущие эксперименты не показывают искажение в восприятии сделанного выбора для назначенных вариантов. Тем не менее, выбор, который сделан от имени человека в его интересах, действительно показывает тенденцию к искажению в памяти восприятия выбора.
- Случайный вариант: у людей нет искажения в восприятии сделанного выбора, когда выбор делается случайно для них[9]. Это происходит потому, что искажение в восприятии сделанного выбора, как правило, возникает во время акта принятия решения.

## Причины искажения в восприятии сделанного выбора
То понимание ситуации, которое люди имеют, формируется воспоминаниями о выборе, который они делают; выбирается один университет или работа, а другие варианты отклоняются. Воспоминания о сделанном выборе, а также отвергнутые альтернативы могут влиять на чувство благополучия человека. Сожаление о не принятом варианте может бросить тень, в то время как удовлетворение по поводу правильного выбора может сделать хороший результат.

### Положительные иллюзии
Искажение в восприятии сделанного выбора часто приводит к воспоминаниям, которые изображают человека в чрезмерно выгодном свете. В общем, когнитивные предубеждения ослабляют нашу хватку на самом деле, потому что грань между реальностью и фантазией становится нечеткой, если мозг не в состоянии вспомнить конкретное событие. Положительные иллюзии, как правило, умеренные и играют важную роль в нашем чувстве благополучия. Тем не менее, мы все должны знать, что они существуют в рамках человеческой природы.

## Память для хранения данных
Человеческие существа наделены интеллектом и сложным умом, который позволяет нам помнить наше прошлое, могут оптимизировать настоящее и строить планы. Воспоминание включает комплексное взаимодействие между текущей обстановкой, что каждый ожидает помнить, и то, что сохраняется из прошлого. Механизмы мозга, которые позволяют хранить и искать в памяти данные служит нам хорошо большую часть времени, но иногда причиняют человеку беспокойство.

### Изменение воспоминаний с течением времени
Существует в настоящее время множество доказательств, что содержание памяти может пройти систематические изменения. После некоторого периода времени, если данные, хранящиеся в памяти часто не используются, они могут быть забыты.
- Сохранение памяти: Признается, что сохранение происходит лучше всего для того опыта, который приятен, менее сохранны переживания, которые неприятны, и опыт, которые нейтрален, сохраняется хуже всего. Общие воспоминания служат основой для выводов, которые могут привести к искажениям. Эти искажения в памяти не появляются, чтобы вытеснять конкретные воспоминания индивида, а скорее они дополняют и заполняют пробелы, когда воспоминания теряются[11]. Было показано, что широкий спектр стратегических и систематических процессов используется для активации различных областей мозга в целях получения информации.
- Надежность памяти: Люди способны к самопроверке памяти, при которой человек может рассмотреть правдоподобность извлеченного памяти, спрашивая себя, действительно ли возможно это событие даже. Например, если человек помнит, что видел летающую свинью, он должен заключить, что это было во сне, потому что свиньи не могут летать в реальном мире. Память не обеспечивает людей совершенными репродукциями того, что произошло, она состоит только из конструкций и реконструкций того, что произошло[3].

## Области мозга, влияющие на память
Существует множество доказательств, что миндалина участвует в эффективном влиянии на память. Эмоциональное возбуждение, как правило, основанное на испуге, активизирует миндалевидное тело и приводит к модуляции накопления данных памяти, происходящем и в других областях мозга. Передний мозг является одним из целей миндалины. Передний мозг получает входные данные от миндалины и вычисляет эмоциональное значение стимула, формирует эмоциональный отклик, и передает его коре головного мозга. Это может изменить способ, каким нейроны реагируют на будущий ввод информации, и когнитивные предубеждения, такие как искажение в восприятии сделанного выбора, которые могут влиять на будущие решения.

### Гормоны стресса влияют на память
Эффекты, связанные со стрессовыми гормонами, такими как адреналин и глюкокортикоиды, которые являются посредниками воздействий, связанных с миндалиной. Это было показано в опытах с крысами, которые, когда им дают системные инъекции адреналина в то время как обучают, чтобы выполнить задачу, показывают улучшенную память при выполнении задания. По сути, чем сильнее эмоции, которые привязаны к памяти, тем больше вероятность того, что человек будет помнить эти события. Таким образом, если память хранится и извлекается должным образом, менее вероятно, что она будет искажена.

## Картирование мозга
ПЭТ или МРТ могут использоваться для идентификации различных областей мозга, которые активируются в течение определённого поиска в памяти.

### МРТ исследование
- Правда против ложных воспоминаний : В одном из исследований попросили испытуемых вспомнить серию событий, когда их мозг был под наблюдением с помощью МРТ, чтобы увидеть, какие области «засветятся». Когда человек помнит больше истинных воспоминаний, чем ложных, в мозге активируется кластер, охватывающий правую верхнюю височную извилину[англ.] и боковую затылочную кору. Однако, когда произошло обратное (когда человек вспомнил большее количество ложных воспоминаний, чем правдивых), активация произошла в той области мозга, где находился левый островок[13]. Эти результаты могут дать некоторое представление о том, какие области мозга участвуют в хранении воспоминаний, а затем извлекают их.

## Искажение в восприятии сделанного выбора увеличивается с возрастом
Исследования в настоящее время показывают, что, когда люди стареют, их процесс поиска в памяти изменяется. Хотя проблемы вообще памяти являются общими для всех, потому что память не является идеально точной, пожилые люди чаще, чем молодые взрослые показывают искажение в восприятии сделанного выбора.

### Старение головного мозга
Нормальное старение может сопровождаться периферической нейропатией в лобных областях мозга. Лобные регионы помогают людям кодировать или использовать конкретные атрибуты памяти, чтобы сделать исходные суждения, контролируют личность и способность планировать события. К этим областям можно отнести искажения памяти и регулирование эмоций.

### Регулирование эмоций
В общем, пожилые люди с большей вероятностью помнят эмоциональные аспекты ситуации, чем молодые взрослые. Например, в характерной анкете памяти пожилые люди оценивали воспоминания событий как имеющие больше связанных мыслей и чувств, чем это сделали молодые взрослые. Когда человек взрослеет, регуляция собственных эмоций становится более высоким приоритетом, в то время как приобретение знаний становится менее сильным мотивом. Поэтому искажение в восприятии сделанного выбора возникает потому, что их внимание было сосредоточено на том, как они чувствовали о выборе, а не на фактических деталях выбора. Исследования показали, что когда молодых взрослых поощряют вспомнить эмоциональный аспект выбора, они, скорее всего, покажут искажение в восприятии сделанного выбора. Это может быть связано с большей склонностью пожилых людей показывать позитивный эффект памяти.

### Надежда на знакомство
Пожилые люди больше молодых людей полагаются на безусловное или общее знание о событии, поэтому могут не признать отдельные элементы события. Пожилые люди также реже правильно помнят контекстные особенности событий, такие как цвета или местоположение. Это может быть потому, что пожилые люди помнят (или полагаются на) меньшее количество источников идентификационных характеристик, чем молодые. Следовательно, пожилые люди должны чаще думать или основывать ответ на менее конкретной информации, например, на знакомстве. В результате, если они не могут вспомнить что-то, они, скорее всего, заполнят недостающие пробелы с вещами, которые знакомы с ними.

### Понимание «сути»
Пожилые люди больше полагаются на поиск, основанный на сути. Ряд исследований показывают, что использование стереотипов и общих знаний, чтобы помочь вспомнить события, менее познавательно требовательно, чем использование других типов информации памяти и, таким образом, возможно, требует меньше отражающей действительность активности. Этот сдвиг в сторону процессов на суть-основе может возникнуть в качестве компенсации из-за возрастных ухудшений в вербальной памяти.

### Ингибирование
Эпизодическая память и ингибирование объясняют возрастные увеличения ложных воспоминаний. Ингибирование памяти может быть связано с мощностью слуха человека и концентрацией внимания. Если человек не может слышать, что происходит вокруг него или не обращать особого внимания, событие в памяти не может должным образом сохраниться и, следовательно, не может быть точно восстановлено.

## Примеры искажения в восприятии сделанного выбора

### Выбор между двумя подержанными автомобилями
Хенкель и Мейзер исследовали роль убеждений в момент воспоминания выбранного варианта. Они давали участникам несколько гипотетических вариантов, таких как выбор между двумя подержанными автомобилями. Участники выбирали несколько вариантов, возвращались в лабораторию через неделю. Исследователи напоминали им, какие варианты они выбрали и давали им список особенностей двух вариантов; некоторые новые положительные и отрицательные особенности вариантов были смешаны со старыми. Затем участникам было предложено указать, был ли каждый вариант новый, был связан с их выбором, или же был связан с отвергнутым ими вариантом. При этом одним испытуемым они давали те варианты, которые те действительно выбрали, а другой половине противоположные. Участники одобрили варианты, какие сказали им Хенкель и Мейзер, и «вспомнили» их. При этом положительные черты более вероятно приписывались выбранному варианту и отрицательные черты к отвергнутому варианту. Эти результаты показывают, что убеждения на момент извлечения выбранного варианта формирует и характеристики выбора, и то, как ярко они запоминаются, а искажение в восприятии сделанного выбора возникает тогда, когда человек вспоминает свой прошлый выбор.

### Вспоминая оценки средней школы
Одно исследование показывает точность и искажения в памяти оценок средней школы. Соотношение между точностью и искажением автобиографического содержимого памяти был рассмотрено проверкой 3220 оценок средней школы, вспомненных 99 первокурсниками-студентами колледжа. Было показано, что большинство ошибок связано с завышением своих оценок студентами, а это означает, что эти искажения относятся к реконструкции памяти в положительном и эмоционально приятном направлении. Кроме того, их результаты показывают, что процесс искажения не вызывает фактически потерю неприятных воспоминаний о получении плохой оценки. Это потому, что не было обнаружено никакой корреляции между процентом точности воспоминаний и степени асимметрии, или искажения. Это показывает, что искажения в памяти об оценках средней школы возникает после того, как содержание было забыто с помощью другого механизма.

### 50-летнее исследование оценок колледжа
Многие подобные исследования были проведены, например, пятидесятилетнее исследование запоминания оценок колледжа. В этом исследовании от одного до 54 лет после окончания 276 выпускников правильно вспомнили 3025 из 3967 оценок колледжа. Количество допущенных ошибок увеличилось с интервалом удерживания, и лучшие студенты сделали меньше ошибок. Точность отзыва увеличилась с уверенностью в отзыве. Восемьдесят один процент погрешностей в определении оценки — это завышение фактической оценки. Опираясь на эти данные, можно предположить, что искажения происходят вскоре после окончания колледжа, остаются неизменными в течение интервала хранения в памяти, и тем больше для лучших студентов, которые вспоминали их с удовольствием. Таким образом, где-то в между тем, когда воспоминание в памяти хранится и при извлечении некоторое время спустя, может возникнуть искажение.

## Диз — Родигер — МакДермотт парадигма
Участник прослушивал экспериментатора, читающего списки тематически связанных слов (например, таблица, кушетка, лампа, стол), а затем через некоторое время экспериментатор спрашивает, было ли слово представлено в списке. Участники часто сообщают, что связанные с ними, но не произнесенные слова (например, стул) были включены в серии, по существу предполагая, что они «слышали», что экспериментатор говорил эти непредставленные слова (или критические приманки). Неправильные ответы «да» на критических приманки, часто относимые к ложным воспоминаниям, удивительно высоки в стандартных условиях DRM.

## Отношение к когнитивному диссонансу
Теория когнитивного диссонанса предполагает, что люди имеют мотивацию для того, чтобы уменьшить диссонанс. Искажение в восприятии сделанного выбора, потенциально связанное с другим аспектом когнитивного диссонанса, исследовал Джек Брем (1956), как послевыборный диссонанс. В контексте когнитивного диссонанса искажение в восприятии сделанного выбора будет рассматриваться как снижение конфликта между «я предпочитаю X» и «Я совершил в Y».

## Устранение искажения
Изучение эффекта Леди Макбет показало снижение искажения в восприятии сделанного выбора, после того как участники помыли руки. Однако общий эффект Леди Макбет не получилось воспроизвести в более обширных исследованиях.